# Richard Frank Krummel
Richard Frank Krummel (Buffalo, 4 agosto 1925 – Edina, 30 dicembre 2017) è stato un germanista statunitense.

## Biografia
Krummel si interessò al filosofo Friedrich Nietzsche in giovane età. Dopo la Seconda guerra mondiale, visse a Berlino Ovest come soldato dell'esercito americano e in seguito lavorò come editore e libraio-antiquario. Lì conobbe la moglie Evelyn, allora dipendente del libraio antiquario Gerd Rosen. 
Nel 1953 la coppia si recò negli Stati Uniti, dove Richard Krummel studiò all'Università di Buffalo; quattro anni dopo, la coppia tornò in Germania, dove Richard lavorò come insegnante. 
Di nuovo negli Stati Uniti nel 1961, nel '71 Krummel conseguì il dottorato presso l'Università del Kentucky con la dissertazione Nietzsche und der deutsche Geist (Nietzsche e lo spirito tedesco). Dal 1966 fino al suo pensionamento nel 1999, fu docente di germanistica alla Bemidji State University in Minnesota. Dal 1975 al 2005 Krummel è stato redattore della rivista bilingue (inglese e tedesco) Germanic Notes and Reviews.
La sua tesi di laurea costituisce la base della bibliografia analitica in quattro volumi Nietzsche und der deutsche Geist, acclamata a livello internazionale, realizzata in parte con la collaborazione di Evelyn S. Krummel. La collezione privata di Richard Krummel, su cui si basa l'opera, fu acquistata dalla città di Naumburg nel 2001 e passò sotto la custodia della Fondazione Friedrich Nietzsche.
Si spense il 30 dicembre 2017 a Edina nel Minnesota.